# اختطاف جلال شرفي
اختطاف جلال شرفي خطف مسلحون جلال شرفي، السكرتير الثاني في السفارة الإيرانية، أثناء قيادته سيارته في منطقة الكرادة الشرقية وسط بغداد، العراق في 6 فبراير 2007. كان المسلحون يرتدون زي لواء الكوماندوز العراقي 36، وهي وحدة عراقية خاصة تحت إشراف الولايات المتحدة. نفت القوات المسلحة الأمريكية أي تورط في الاختطاف. بعد إطلاق سراحه في 3 أبريل 2007، ادعى الدبلوماسي أنه تعرض لـالتعذيب من قبل عملاء وكالة المخابرات المركزية (CIA). تنفي الحكومة الأمريكية تورطها في الاختطاف أو التعذيب المزعوم لشرافي.

## الخلفية
حدثت الواقعة وسط توترات بين الولايات المتحدة وإيران حول نشاطات إيران المزعومة في العراق. في ديسمبر 2006، احتجزت القوات الأمريكية عدة إيرانيين في العراق كانوا يشتبه بتخطيطهم لهجمات، وادعت إيران أن اثنين منهم دبلوماسيان وأُطلق سراحهم لاحقًا. في 10 يناير 2007، أعلن الرئيس الأمريكي جورج بوش الابن في خطاب رئيسي اتخاذ موقف صارم تجاه إيران التي يتهمها بزعزعة استقرار العراق. في 11 يناير 2007، داهمت القوات الأمريكية مكتب التنسيق الإيراني في أربيل واعتقلت خمسة رجال. في 18 يناير 2007، طالبت إيران بالإفراج عن الخمسة الذين ادعت أنهم دبلوماسيون، بينما تقول الحكومة الأمريكية إنهم أعضاء في الحرس الثوري الإيراني يسلحون مقاتلين شيعة عراقيين.

## ردود الفعل

### إيران
قال المتحدث باسم وزارة الخارجية محمد علي حسيني إن "عناصر تتبع وزارة الدفاع العراقية المعروفة بأنها تحت سيطرة الولايات المتحدة" هي المسؤولة عن الاختطاف، وأكد أن الحكومة الأمريكية "انتهكت جميع الأعراف الدولية والدبلوماسية بإجراء مثل هذه العمليات التي سيكون لها تأثير سلبي عام على الأعراف الدبلوماسية في العالم".
حمّلت إيران الولايات المتحدة مسؤولية "سلامة وحياة" الدبلوماسي، وأدانت بشدة الاختطاف واصفة إياه بـ"العمل الإرهابي".

### فرنسا
قالت وزارة أوروبا والشؤون الخارجية (فرنسا) في بيان: "تلقينا بقلق نبأ اختطاف أحد أعضاء السفارة الإيرانية في بغداد. نحن ندين هذا العمل غير المقبول".

## الإفراج
في 3 أبريل 2007، بعد ما يقارب شهرين على اختطافه، أفادت وكالات الأنباء الإيرانية بالإفراج عنه. رُبط ذلك بإطلاق إيران سراح 15 بحارًا بريطانيًا كانوا محتجزين بعد اتهامهم بدخول المياه الإقليمية الإيرانية.
بعد الإفراج عنه، أبلغ شرافي عن تعرضه لتعذيب شديد، وقال إنه "تعرض لأنواع مختلفة من التعذيب ليلًا ونهارًا" أثناء احتجازه في قاعدة تابعة لوكالة المخابرات المركزية لإجباره على الاعتراف بـ"وجود وتأثير إيران في العراق". وأضاف: "أوضحت أنني لا أستطيع فعل أي شيء خارج مسؤولياتي القانونية [...] ثم أطلقوا سراحي تحت ضغط من المسؤولين العراقيين. تركوني قرب خلف المطار." ردت الحكومة الأمريكية بالقول إن "وكالة المخابرات المركزية لا تمارس ولا تؤيد التعذيب". بعد يوم واحد من الإفراج عن شرافي، أُفرج عن البحارة الـ15 المحتجزين من قبل إيران خلال احتجاز البحرية الملكية البريطانية 2007، مما أدى إلى تكهنات بوجود علاقة بين الحدثين، رغم نفي جميع الحكومات رسميًا.

### مؤتمر صحفي
في 11 أبريل 2007، ظهر شرافي نحيفًا بوضوح، وهو جالس على كرسي متحرك ويتلقى محاليل وريدية، وقدم مؤتمرًا صحفيًا بمساعدة الأطباء. قال شرافي إن ممثل سفارة الولايات المتحدة في العراق، الذي كان مسؤولاً، "بدأ برسالة سلمية لكنه عندما لم أجب على اتهاماته التي لا أساس لها بدأ هو والمترجم العراقي بضربي. [...] ثم جلبوا آلة لحفر ثقوب في قدميّ. ربطوا قدميّ ويدَيّ ووبخو باطن قدميّ مئات المرات بالكابلات، وركلوني وضربوني [...] وأجروا تمثيلات إعدام بينما كنت معصوب العينين ويدَيّ وقدميّ مقيدتين." أصرت الحكومة الأمريكية على عدم تورطها في هذا الحادث وأنها لا تؤيد التعذيب. أكد اللجنة الدولية للصليب الأحمر، التي فحصت شرافي، أن الجروح حديثة لكنهم رفضوا تأكيد أن التعذيب كان أثناء احتجازه.

## وصلات خارجية
- كيف حدث اختطاف الدبلوماسي الإيراني؟
- الولايات المتحدة وراء الهجمات الإرهابية في العراق: السفير الإيراني
- إيران تتهم الولايات المتحدة بالاختطاف
- احتجاز أربعة ضباط عراقيين في اختطاف الدبلوماسي الإيراني
- الولايات المتحدة مسؤولة عن اختطاف الدبلوماسي: لاريجاني